# Polina Andrejewna Miller
Polina Andrejewna Miller (russisch Полина Андреевна Миллер; * 9. Juni 2000 in Barnaul, Region Altai) ist eine russische Sprinterin.

## Karriere
Erste Erfahrung bei internationalen Meisterschaften sammelte Polina Miller bei den U20-Europameisterschaften 2017 in Grosseto, bei denen sie über 200 Meter das Halbfinale erreichte und dort mit 23,92 s ausschied. 2018 qualifizierte sie sich für die U20-Weltmeisterschaften in Tampere, bei denen sie mit 23,32 s den vierten Platz im 200-Meter-Lauf belegte. Zudem qualifizierte sie sich im 400-Meter-Lauf für die Europameisterschaften in Berlin, bei denen sie mit 51,65 s im Halbfinale ausschied. Im Jahr darauf gelangte sie bei den Halleneuropameisterschaften in Glasgow ebenfalls über 400 Meter bis in das Halbfinale und schied dort mit 52,46 s aus. Daraufhin nahm sie mit der gemischten 4-mal-400-Meter-Staffel an den Europaspielen in Minsk teil und erreichte dort in 3:21,02 min Rang 13. Anschließend siegte sie bei den U20-Europameisterschaften im schwedischen Borås in 51,72 s über 400 Meter und qualifizierte sich damit für die Weltmeisterschaften in Doha, bei denen sie mit 51,96 s in der ersten Runde ausschied. Ende Oktober gewann sie bei den Militärweltspielen in Wuhan in 51,49 s die Silbermedaille hinter der Bahrainerin Salwa Eid Naser und gewann mit der russischen 4-mal-400-Meter-Staffel in 3:28,09 min ebenfalls die Silbermedaille hinter Bahrain.

## Persönliche Bestzeiten
- 200 Meter: 23,15 s (+0,3 m/s), 30. Mai 2018 in Smolensk
  - 200 Meter (Halle): 23,77 s, 13. Februar 2018 in Moskau
- 400 Meter: 51,00 s, 25. August 2019 in Madrid
  - 400 Meter (Halle): 52,19 s, 25. Februar 2020 in Moskau